# Hiragana
Hiragana (平仮名) é um dos silabários da língua japonesa.
É usado para todas as palavras para as quais não exista kanji, ou este exista mas seja pouco usado. Também é usado para substituir os kanji e nas terminações dos verbos e dos adjectivos. Quando é usado para escrever a pronúncia literal de um kanji e, assim, garantir o entendimento do leitor, é chamado furigana ao invés de hiragana.

## Tabela hiragana-rōmaji
A tabela a seguir mostra o hiragana junto com a sua romanização Hepburn. Kana obsoletos estão marcados em vermelho. Existem 104 casos.
| Vogais e monógrafos (Seion) | Vogais e monógrafos (Seion) | Vogais e monógrafos (Seion) | Vogais e monógrafos (Seion) | Vogais e monógrafos (Seion) | Dígrafos (Youon) | Dígrafos (Youon) | Dígrafos (Youon) | Geminados (Sokuon) | Geminados (Sokuon) | Geminados (Sokuon) | Geminados (Sokuon) | Geminados (Sokuon) |
| あ a                        | い i                        | う u                        | え e                        | お o                        | ゃ (ya)          | ゅ (yu)          | ょ (yo)          | (a)                | (i)                | (u)                | (e)                | (o)                |
| か ka                       | き ki                       | く ku                       | け ke                       | こ ko                       | きゃ kya         | きゅ kyu         | きょ kyo         | っか kka           | っき kki           | っく kku           | っけ kke           | っこ kko           |
| さ sa                       | し shi                      | す su                       | せ se                       | そ so                       | しゃ sha         | しゅ shu         | しょ sho         | っさ ssa           | っし sshi          | っす ssu           | っせ sse           | っそ sso           |
| た ta                       | ち chi                      | つ tsu                      | て te                       | と to                       | ちゃ cha         | ちゅ chu         | ちょ cho         | った tta           | っち tchi (cchi)   | っつ ttsu          | って tte           | っと tto           |
| な na                       | に ni                       | ぬ nu                       | ね ne                       | の no                       | にゃ nya         | にゅ nyu         | にょ nyo         |                    |                    |                    |                    |                    |
| は ha                       | ひ hi                       | ふ fu                       | へ he                       | ほ ho                       | ひゃ hya         | ひゅ hyu         | ひょ hyo         |                    |                    |                    |                    |                    |
| ま ma                       | み mi                       | む mu                       | め me                       | も mo                       | みゃ mya         | みゅ myu         | みょ myo         |                    |                    |                    |                    |                    |
| や ya                       | 𛀆 yi                       | ゆ yu                       | 𛀁 ye                       | よ yo                       |                  |                  |                  |                    |                    |                    |                    |                    |
|                             |                             |                             |                             |                             |                  |                  |                  |                    |                    |                    |                    |                    |
| ら ra                       | り ri                       | る ru                       | れ re                       | ろ ro                       | りゃ rya         | りゅ ryu         | りょ ryo         |                    |                    |                    |                    |                    |
| わ wa                       | ゐ wi                       | ゔ wu                       | ゑ we                       | を wo                       | ゐゃ wya         | ゐゅ wyu         | ゐょ wyo         |                    |                    |                    |                    |                    |
|                             |                             |                             |                             | ん n                        |                  |                  |                  |                    |                    |                    |                    |                    |
| が ga                       | ぎ gi                       | ぐ gu                       | げ ge                       | ご go                       | ぎゃ gya         | ぎゅ gyu         | ぎょ gyo         |                    |                    |                    |                    |                    |
| ざ za                       | じ ji                       | ず zu                       | ぜ ze                       | ぞ zo                       | じゃ ja          | じゅ ju          | じょ jo          |                    |                    |                    |                    |                    |
| だ da                       | ぢ dji                      | づ dzu                      | で de                       | ど do                       | ぢゃ dya         | ぢゅ dyu         | ぢょ dyo         |                    |                    |                    |                    |                    |
| ば ba                       | び bi                       | ぶ bu                       | べ be                       | ぼ bo                       | びゃ bya         | びゅ byu         | びょ byo         | っば bba           | っび bbi           | っぶ bbu           | っべ bbe           | っぼ bbo           |
| ぱ pa                       | ぴ pi                       | ぷ pu                       | ぺ pe                       | ぽ po                       | ぴゃ pya         | ぴゅ pyu         | ぴょ pyo         | っぱ ppa           | っぴ ppi           | っぷ ppu           | っぺ ppe           | っぽ ppo           |

O som ti é escrito てぃ, mas esta sequência de sons é encontrada apenas em palavras estrangeiras, então, é normalmente escrito apenas em katakana.
As combinações にゃ, にゅ, e にょ não devem ser confundidas com as sequências んや, んゆ, e んよ. As combinações de に com um pequeno kana y representam uma única mora, enquanto sequências de ん seguidos por um grande kana y representam duas moras separadas. A distinção pode ser ilustrada com pares mínimos, como かにゅう (ka-nyu-u, "entrada", "junção"), e かんゆう (ka-n-yu-u, "persuasão"), que são facilmente distinguíveis na fala, apesar de em alguns estilos de romanização ambas possam ser escritas kanyu. Na romanização Hepburn eles são distinguíveis por um apóstrofo: kanyuu e kan'yuu.

## Regras de Escrita[2]
O japonês é escrito como é ouvido; Exceto as partículas de sentença, que possuem uma segunda leitura. É o caso de は (ha) que é lido wa quando ele é uma partícula, a partícula へ (he) que também é lido e  a partícula を (wo) que é lida como o.
Este nem sempre foi o caso: um sistema anterior de escrita, agora referido como uso histórico do kana, tinha muitas regras de escrita; as exceções do uso moderno são um legado desse sistema. As regras de escrita exatas são referidas como kanazukai (仮名遣い, "uso do kana").
Existem 3 elementos utilizados como diacríticos em japonês: o handakuten ou maru (    ゜), um pequeno círculo, semelhante ao símbolo de grau; o  dakuten ou ten-ten (    ゛), que lembra aspas; e o sokuon (っ), um tsu pequeno. Cada um deles é capaz de modificar o som do hiragana de uma maneira diferente, conforme a tabela abaixo:
Na tabela acima existem dois hiragana pronunciados como ji, o じ e o ぢ. O som se assemelha com "dji", assim como outros dois pronunciados como zu, o ず e o づ, sendo que este último também pode ser romanizado como dzu.
Estes pares não são alternáveis, ou seja, um não pode substituir o outro, e sua utilização depende da escrita da palavra.
Com relação ao terceiro elemento de pontuação, o tsu pequeno (っ), também conhecido como sokuon, não há uma tabela em que se possa basear, mas sim uma regra, que funciona da seguinte maneira:
- O tsu pequeno sempre virá entre dois  hiragana, por exemplo: きっぷ e せっけん
- O som da consoante do segundo hiragana deve ser repetido, criando uma pequena pausa na leitura, por exemplo: きっぷ (ki p pu) e せっけん (se k ken).
O hiragana é um silabário que também pode ser utilizado para auxiliar a leitura de kanji. Funciona como uma tradução sonora do kanji que está sendo lido, recebendo neste caso o nome de furigana. Abaixo dois exemplos de textos com seus respectivos furigana:

Existem algumas exceções. Se as primeiras duas sílabas de uma palavra consistem numa sílaba sem um dakuten (    ゛), o mesmo hiragana é usado para escrever os sons. Por exemplo  chijimeru ("ferver" ou "encolher") é escrito como ちぢめる. Para palavras compostas onde os dakuten refletem vocalização rendaku, o hiragana original é usado. Por exemplo, 血 (chi, "sangue") é soletrado ち em hiragana simples. Quando 鼻 (hana, "nariz") e 血 combinam para formar 鼻血 (hanaji, "sangramento nasal"), o som do 血 muda de chi para ji. Então hanaji é escrito como はなぢ, de acordo com ち, o hiragana básico para se transcrever 血. Similarmente, 使う (tsukau, "usar") é escrito つかう em hiragana, então かな使い (kanazukai, "uso do kana" ou "ortografia do kana") é escrito かなづかい em hiragana.
Entretanto, isto não se aplica quando o kanji é usado para fazer palavras que não se relacionam diretamente com seu significado elemental. A palavra japonesa para "raio", por exemplo, é inazuma (稲妻). O componente 稲 ("planta do arroz") é escrito いな em hiragana e é pronunciado ina. O componente 妻 ("esposa") é pronunciado tsuma (つま) quando escrito isolado, ou frequentemente como zuma (ずま) quando está depois de alguma sílaba. Nenhum destes componentes tem algo a ver com "raio", mas juntos eles têm este significado. Neste caso, a escrita padrão em hiragana, いなずま, é usada ao invés da いなづま.
O hiragana geralmente soletra longas vogais com adição de um segundo kana vogal. O chouonpu (ー), a marca de extensão de vogal usado no katakana, é  raramente usado no hiragana. Por exemplo a palavra らーめん (raamen), mas este uso não é considerado padrão.
Uma palavra não pode começar com o kana ん (n). Esta é a base do jogo de palavras shiritori. Entretanto, o ん é algumas vezes seguido diretamente por uma vogal. Por exemplo, 恋愛 (ren'ai, "amor romântico", "emoção") é escrito em hiragana como れんあい ao invés de れない (renai, uma palavra não existente).

## Ordem dos traços
A tabela a seguir mostra o método para escrever cada caractere hiragana. A tabela está organizada de maneira tradicional, começando no canto superior direito e lendo as colunas para baixo. Os números e as setas indicam a ordem e a direção do curso, respectivamente.

## Histórico
Os japoneses indicam historicamente que o hiragana contemporâneo é uma derivação do kanji utilizado no período Heian (749 D.C.-1185 D.C.). Esta derivação surgiu como uma simplificação manual dos kanji mais difundidos foneticamente entre os que podiam ler e escrever na época.
A difusão e assimilação desta nova escrita se deve ao fato que, as principais criadoras do atual hiragana eram princesas da família real japonesa, as quais escreviam seus diários de viagem  (旅行日記 ryokounikki) e do seu dia a dia (日常日記 nichijounikki), que mais tarde seriam transformados em livros, os quais podemos citar como exemplos o 更級日記 (sarashinanikki) e o 紫式部日記 (murasakishikibunikki).
Devido a este fato atribui-se esta simplificação principalmente às mulheres, tanto que alguns textos se referem ao hiragana como a "letra das mulheres" e o kanji  "a letra dos homens".
Abaixo uma tabela com os kanji originais e suas derivações para hiragana.